# Fuente de los Incrédulos

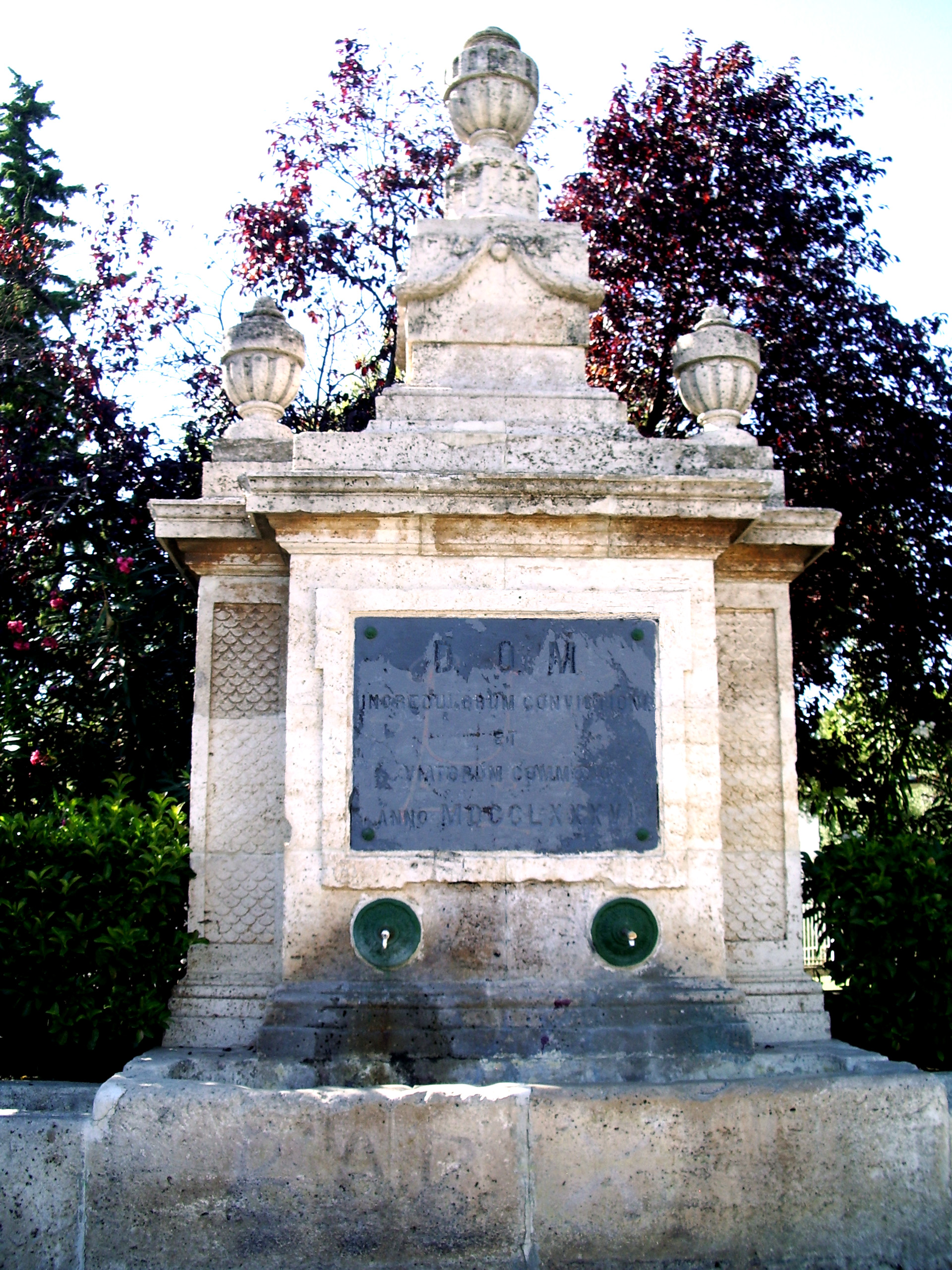
La Fuente de los Incrédulos.

La Fuente de los Incrédulos es una fuente de Zaragoza del siglo XVIII, situada en Vía Ibérica, en la intersección con el canal Imperial, junto a la esclusa de Casablanca y el parque aledaño.
Cuando Ramón Pignatelli comenzó a construir un canal que uniera el Cantábrico con el Mediterráneo, fueron muchos los que se rieron de la idea. Cuando las aguas alcanzaron Zaragoza, Pignatelli mandó construir una fuente como testimonio del éxito de las obras del canal a pesar del escepticismo general.

## Historia

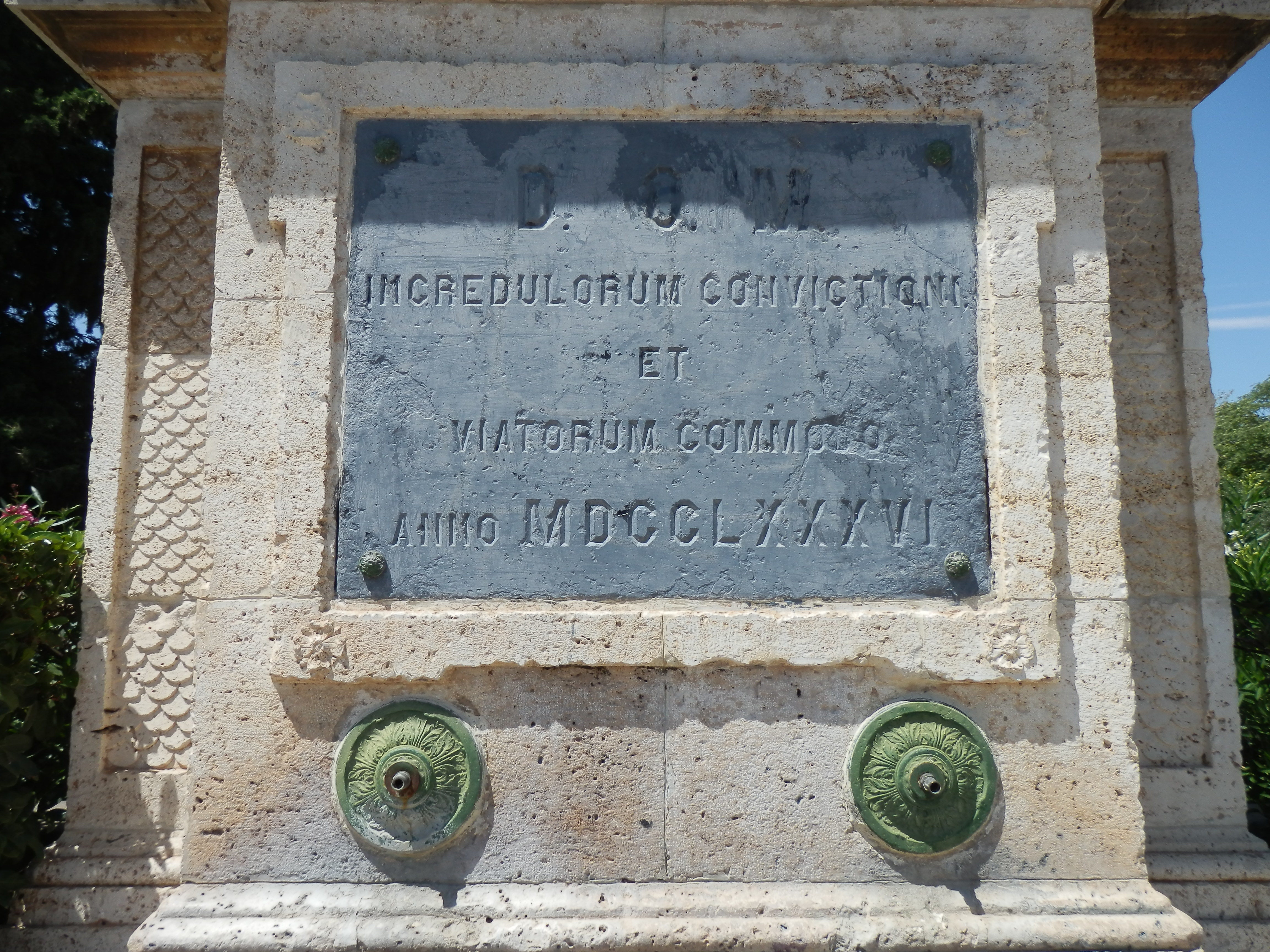
Incredulorum convictioni et viatorum commodo. Anno MDCCLXXXVI.
Para convencimiento de los incrédulos y descanso de viajeros. Año 1786.

El canal Imperial de Aragón fue una obra hidráulica de primer orden en su tiempo. El emperador Carlos I impulsó su creación. En 1771 el Consejo de Castilla, presidido por el conde de Aranda, creaba el cargo de "protector" con poderes para hacer toda clase de reformas necesarias para la consecución de la empresa, designando para ocuparlo a Ramón Pignatelli. A partir de 1776 se reanudan las obras con nuevo ritmo y aprobándose un nuevo plan de construcción.
En 1782 las obras del canal llegaban a Zaragoza, las aguas del Ebro cruzaban el río Jalón, Sobre el Acueducto del Jalón, y se construía el Ojo del Canal sobre el río Huerva y las llamadas esclusas de San Carlos.
El agua llegaba a Zaragoza el 24 de junio de 1784 a través de un canal de madera y por fin el 14 de octubre de este mismo año, el artífice de la obra llegaba a Zaragoza a bordo de una barcaza, recibido por el pueblo y autoridades con alborozo.
Las obras principales duraron dos años más, de modo que el 30 de noviembre de 1786 fueron inaugurados el Puerto de Casablanca, que incluía dos esclusas para el paso de barcos y un molino de harina. Al día siguiente se inauguraba el Puerto de Torrero.
Pocos días después se instalaba la primera fuente mandada montar por Pignatelli como prueba de la llegada de las aguas a Zaragoza y de ahí su inscripción:

‘Incredulorum convictioni et viatorum commodo. Anno MDCCLXXXVI‘
‘Para convencimiento de los incrédulos y descanso de viajeros. Año 1786.’

El canal Imperial de Aragón tomaba las aguas del río Ebro en El Bocal, cerca de Tudela, y tenía tres objetivos: suministro de riego, fuente de energía y vía de comunicación. La Casa Blanca era uno de los dos puertos del Canal en Zaragoza. Constaba de embarcadero, almacenes, posada y capilla. La Casa Blanca se unía a la ciudad por un paseo arbolado que cruzaba la acequia del Sábado, en el término de la Romareda. También conectaba con el camino real a Daroca, Madrid y Valencia. El conjunto se completa con el molino, el batán y las esclusas, que salvan un desnivel de 6,5 metros. Vaciando y llenando sus vasos las naves descendían o se elevaban en unos 8 minutos. A finales del siglo XIX el molino harinero se convirtió en una de las primeras centrales hidráulicas de Zaragoza.
En el año 2020 el Canal Imperial de Aragón llevó a cabo su restauración debido al vandalismo, protección de la piedra, y recuperación de los caños.

## Construcción
Su nombre original fue Fuente del Molino de la Casa Blanca y más tarde se conoció como Fuente de Casablanca o Fuente de los Incrédulos.
Fue inaugurada en diciembre de 1786. Tiene unas dimensiones de 7 metros x 5 metros.
La Fuente de los Incrédulos es un pilón de líneas sobrias y sencillas a medio camino entre el barroco-clasicista y el neoclasicismo, hecho en piedra caliza de cantería de tonos blancos, en el que destaca su macizo y rotundo cuerpo principal de formato rectangular y disposición vertical, que apoya sobre un potente basamento no visible en su cara frontal por situarse detrás de las cubetas que recogen las aguas que vierten los dos caños metálicos que surgen de la parte baja del cuerpo principal de la fuente. Dichas cubetas son tres, una principal que corresponde a toda la anchura del basamento, y dos laterales a las que llega el agua tras pasar por la central a través de dos aberturas.
El cuerpo principal de la fuente presenta dos niveles de saliente:
- El correspondiente a su zona central, que queda presidida por una gran losa inserta de piedra negra de Calatorao rodeada por un recercado labrado en la propia piedra blanca, en la que se recoge el famoso lema que da nombre a la fuente, sin duda compuesto por el propio Ramón de Pignatelli, y el año de su erección, 1786, en números romanos.
- El que afecta a sus dos extremos, que se disponen retranqueados, algo que es una pervivencia barroco-clasicista que contribuye a animar y a aligerar visualmente el conjunto. Dichos extremos presentan su superficie ocupada por un paño rectangular de disposición vertical cubierto de ímbrices o "escamas de pez", muy típicas de la arquitectura de la época de la Ilustración, lo que también colabora en animar visualmente la pieza.

Este cuerpo principal queda rematado por una sencilla y potente cornisa clasicista que se adapta a sus dos niveles de saliente. Por encima de la cornisa, como culminación de la fuente, existen tres sencillos trofeos o copas, el central situado sobre un alto pedestal adornado con guirnaldas, lo que otorga al remate un sentido ascensional que de nuevo constituye un toque compositivo de raíz barroco-clasicista que contribuye a aligerar visualmente el conjunto.
Esta fuente, que destaca por la calidad y refinamiento de su diseño, es una obra que estilísticamente todavía está a medio camino entre la tendencia barroco-clasicista, visible en los detalles compositivos ya expuestos, y el neoclasicismo, patente en el uso de un lenguaje muy sencillo y puro, de líneas claras, sobrias y elegantes, y volúmenes netos. La autoría del diseño todavía no consta a nivel documental, aunque probablemente fuera obra de Fernando Martínez Corcín, director facultativo de las obras del canal Imperial en el momento de la creación de la fuente y profesional de la confianza de Pignatelli, el cual, no obstante, pudo proponer a Martínez la idea general de la traza, dados sus conocimientos arquitectónicos y su interés personal en la erección de esta fuente como testimonio del éxito de las obras del canal a pesar del escepticismo general.
Es propiedad de la Confederación Hidrográfica del Ebro.
Está declarada Bien de Interés Monumental (BIC).

## Galería de fotos

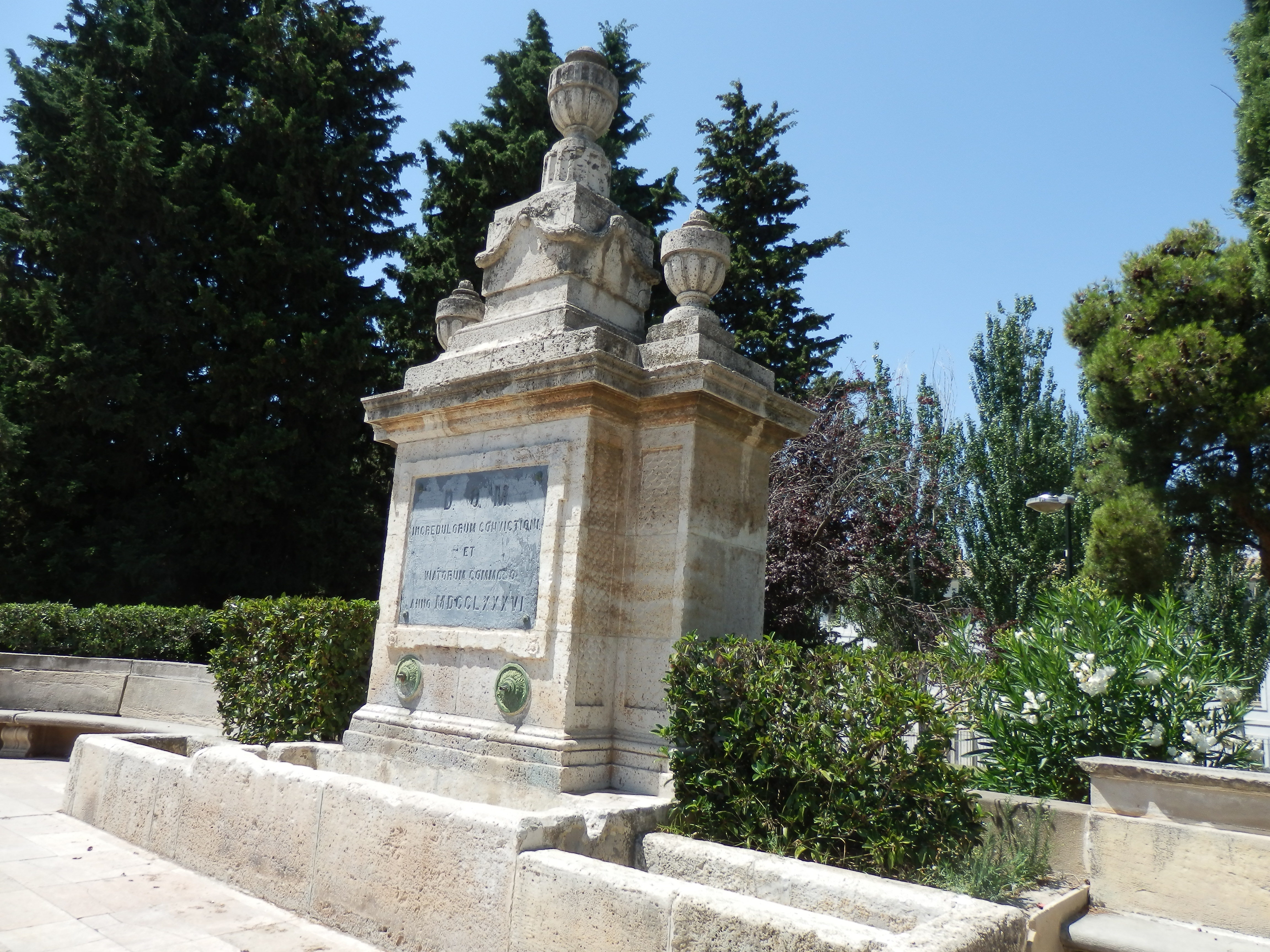
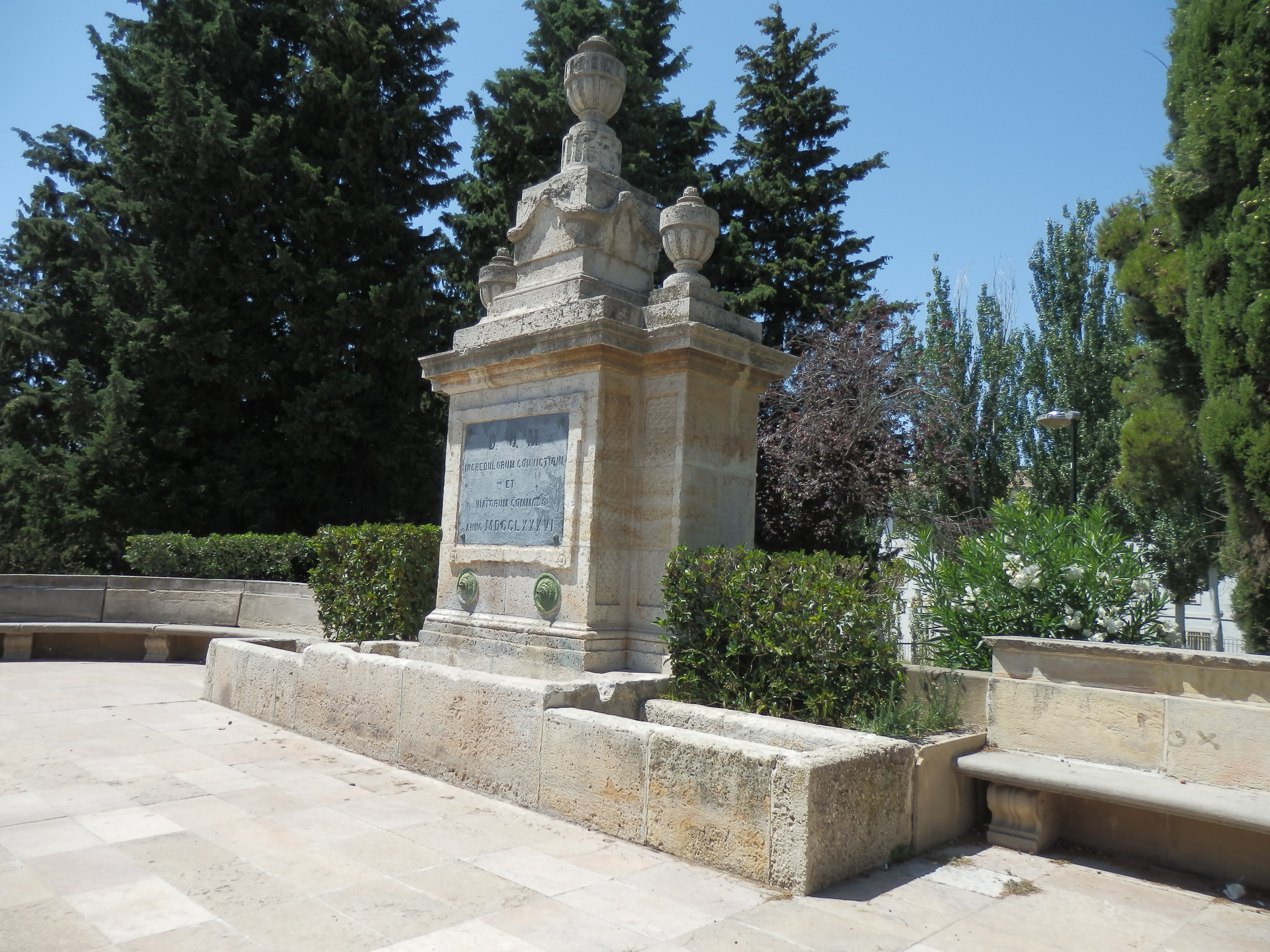
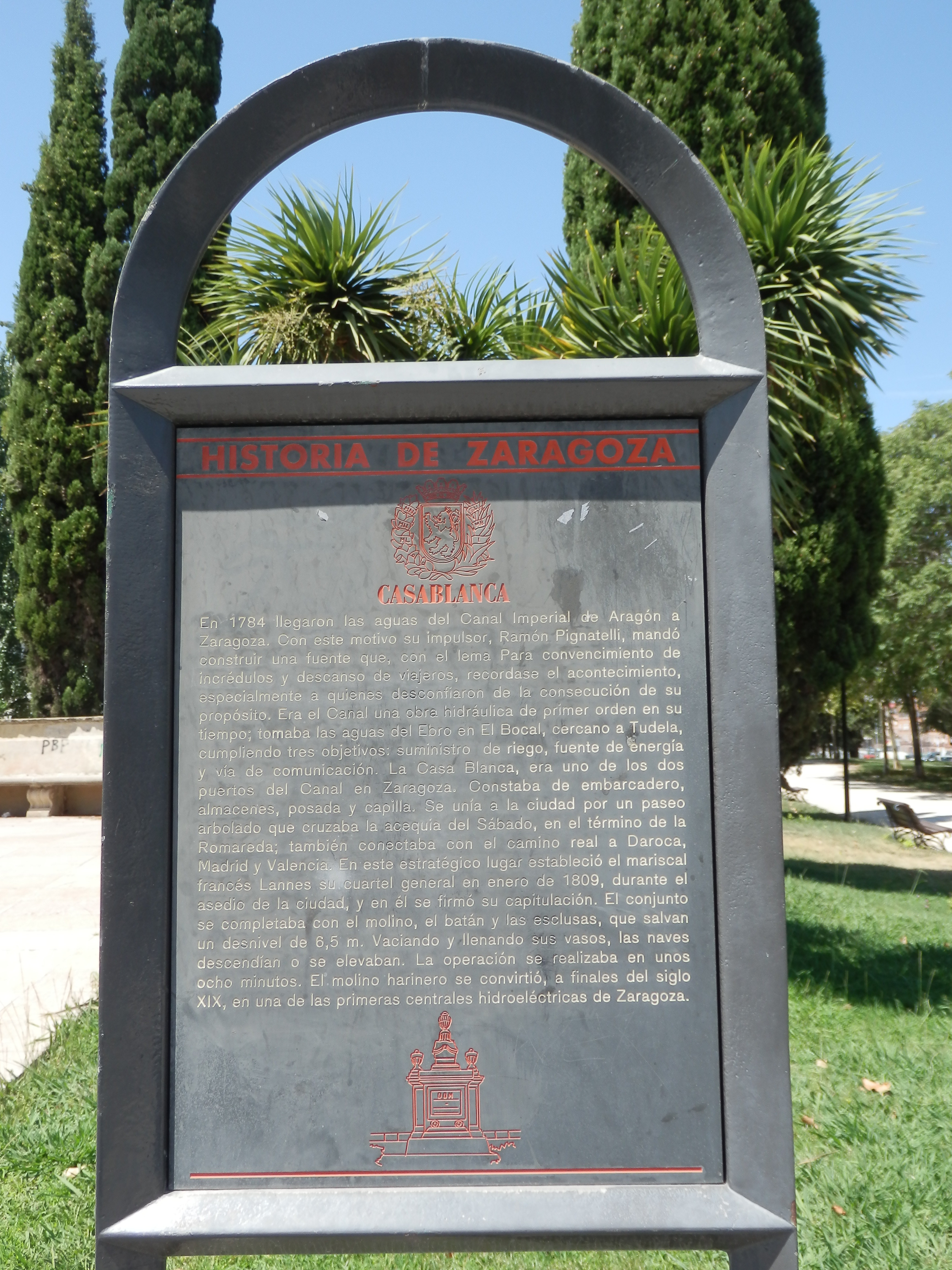
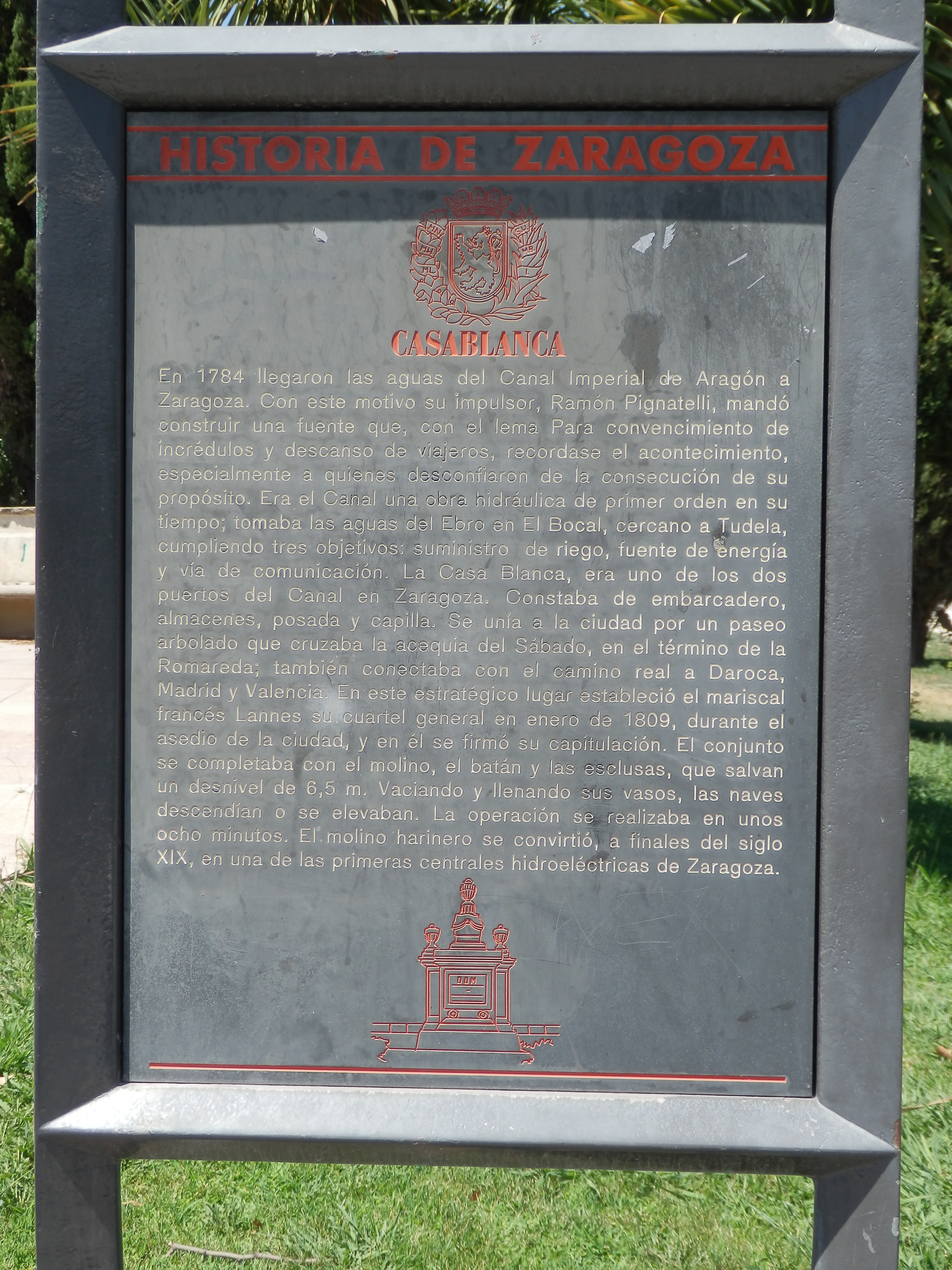
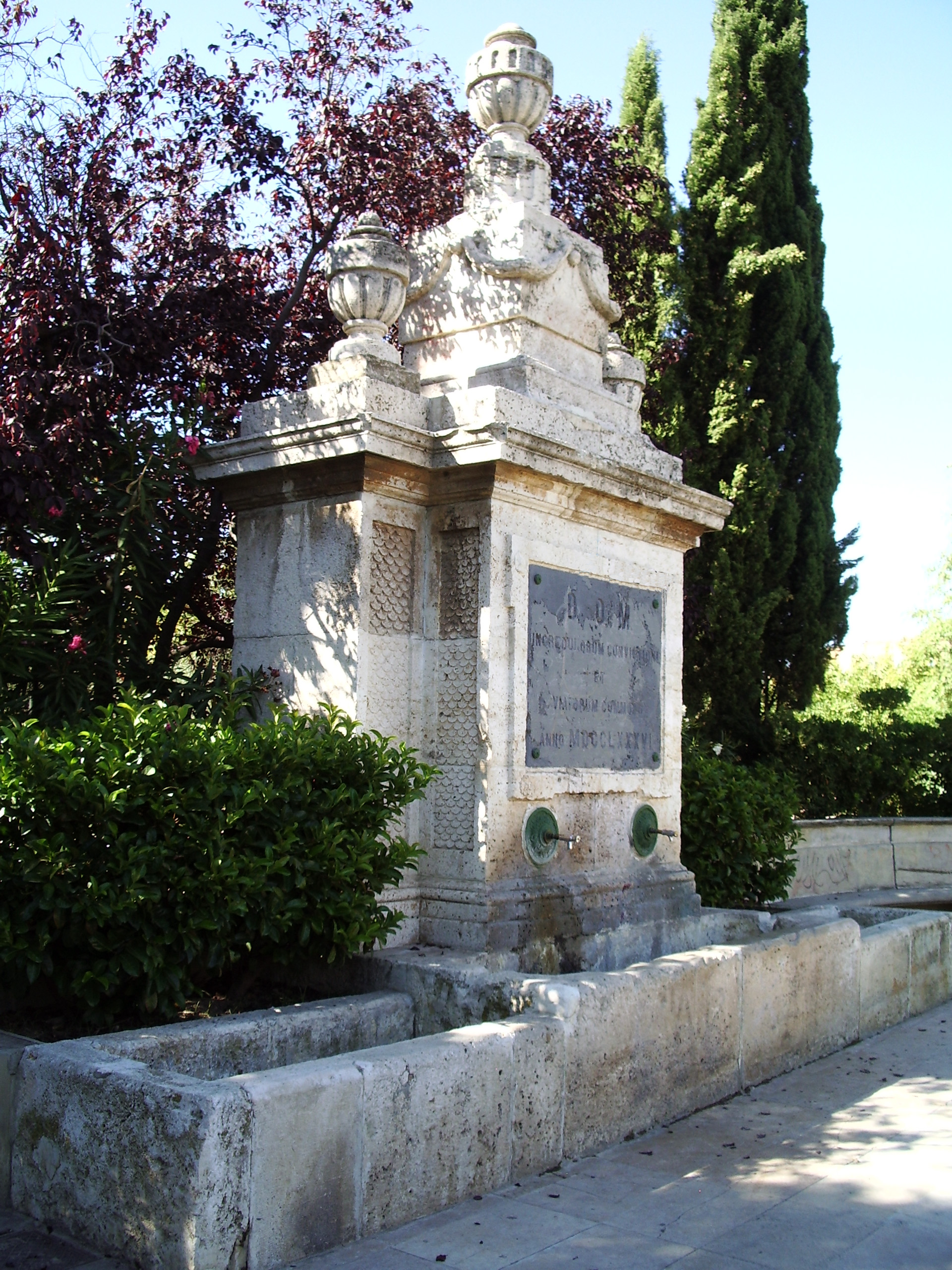